# Nomina sacra
Nomina sacra – skróty imion świętych w greckich i łacińskich rękopisach biblijnych.

## Źródła zastosowania
Zwyczaj skracania imion świętych – odnoszących się do Boga – wypływa z dwu źródeł. Pierwszym jest mocno zakorzeniony w późnym judaizmie – podobnie jak w wielu innych dawnych religiach – nakaz zachowywania w tajemnicy prawdziwego imienia Boga. W księgach Starego Testamentu: np. w Księdze Rodzaju równolegle do imienia Bożego występują też zastępcze określenia Boga Adonai i Elohim. Zakaz używania imienia Bożego „nadaremno” znajduje się również w Dekalogu. Imię Boże – Jahwe – z racji braku w alfabecie hebrajskim znaków oznaczających samogłoski, zapisywano w formie tetragramu – JHWH.
Zapewne właśnie tradycja czci okazywanej imieniu Boga skłoniła tłumaczy Biblii na język grecki (przekład zwany Septuagintą), do stosowania skróconej formy zapisu. W ślad za pisarzami greckimi poszli również łacińscy. Chrześcijańscy kopiści ksiąg Starego i Nowego Testamentu zasadą skracania objęli imiona dwóch pierwszych osób Trójcy Świętej oraz najczęściej występujących terminów.

IHS albo JHS Chrystogram w zachodnim chrześcijaństwie

## Skróty greckie
Imiona święte zapisywane były pierwszą i ostatnią literą (nad skrótami zawsze umieszczano poziomą kreskę u góry):
- ΘΣ = θεος, Bóg
- ΚΣ = κυριος, Pan
- ΙΣ = Ιησους, Jezus
- ΧΣ = Χριστος, Chrystus
- ΥΣ = υιος, Syn

Inne skróty oddawane były większą liczbą liter. Np. skrót zawierał dwie pierwsze i ostatnią literę:
- ΙΗΣ = Ιησους, Jezus
- ΧΡΣ = Χριστος, Chrystus
- ΣΤΣ = σταυρος, krzyż
- ΠΝΑ = πνευμα, duch
- ΔΑΔ = Δαυιδ, Dawid

Pierwsza litera, druga/przedostatnia i ostatnia:
- ΜΗΡ = μητηρ, matka

Pierwsza litera i dwie ostatnie:
- ΠΗΡ = πατηρ, ojciec
- ΣΗΡ = σωτηρ, zbawiciel
- ΙΗΛ = Ισραηλ, Izrael

Dwie pierwsze i dwie ostatnie litery:
- ΑΝΟΣ = ανθρωπος, człowiek
- ΠΝΜΑ = πνευμα, duch

Pierwsza litera i ostatnia sylaba:
- ΑΠΟΣ = ανθρωπος, człowiek
- ΟΝΟΣ = ουρανος, niebo
- ΙΛΗΜ = Ιερουσαλημ, Jeruzalem
- ΒΛΕΥΣ = βασιλευς, król

Zdarzały się również i inne formy zapisu wymienionych wyżej skrótów. Skrótami zapisywano nieraz liczby (np. Kodeks Synajski), zawsze miały „podkreślenie górne”. Kodeks Watykański lubił skracać słowa kończące linijkę i zaznaczał to poziomą górną kreską.

## Skróty łacińskie
- Θεός – ΘΣ – Deus – DS
- Ἰησοῦς – ΙΗΣ – Iesus – IHS
- Πνεῦμα – ΠΝΑ – Spiritus – SPS
- Χριστός – XPΣ – Christus – XPS
- Ἰσραήλ – ΙΗΛ – Israel/Israhel – ISRL

Kodeks Augiensis wielokrotnie i z wielkim upodobaniem stosuje skrót dus ner ihc xpc (Pan nasz Jezus Chrystus).
Skrót IHS odczytywano nie tylko jako imię Chrystusa: majuskułową grecką „etę” czytano zazwyczaj jako „h” i próbując wyjaśnić skrót stworzono nawet karkołomną teorię, jakoby oryginalny zapis imienia Chrystusa miał formę „Jhesus”. W XV wieku słynny franciszkański kaznodzieja św. Bernardyn ze Sieny zasugerował, aby cały skrót traktowano jako inicjał sentencji: Iesus Hominum Salvator – Jezus zbawca ludzi. Później pojawiły inne interpretacje: In Hoc Salus – w tym (krzyżu) zbawienie – lub też In Hoc Signo (vinces) – w tym znaku (zwyciężysz). Ta ostatnia wersja opiera się na motywie zaczerpniętym z legendy o śnie Konstantyna Wielkiego. W 1541 roku św. Ignacy Loyola, założyciel zakonu jezuitów, umieścił monogram IHS na swej pieczęci generała zakonu. Odtąd stał się on emblematem jezuitów.

## Dlaczego stosowano skróty
Głównym powodem była chęć zaoszczędzenia na materiale rękopiśmiennym (skracano nie tylko imiona święte, ale wszelkie często powtarzające się słowa). Za dobry przykład może służyć Mk 1, 1, składający się z sześciu słów, ale aż cztery z nich – od trzeciego do szóstego – zapisywano skrótami. Wyglądało to mniej więcej w taki sposób: ΙΥΧΥΥΥΘΥ (i cztery poziome kreski u góry). Papirusy Chester Beatty I – Chester Beatty III stosują około dwudziestu skrótów.
Drugim powodem skracania imion świętych była chęć zachowania tajemnicy, ukrycia prawdziwego znaczenia znaków przy jednoczesnym zachowaniu zdolności przenoszenia informacji. Takie skróty mogły być używane w czasach prześladowań chrześcijan w cesarskim Rzymie. Szczególnym przykładem połączenia symbolu graficznego z abrewiacją jest znany i do dziś używany w chrześcijaństwie znak ryby. Kryje się w nim całe wyznanie wiary (w języku greckim: Ἰησοῦς Χριστὸς Θεοῦ Υἱὸς Σωτήρ, w transkrypcji łacińskiej: Iesous Christos Theu ‘Yios Soter), czyli Jezus Chrystus Syn Boży Zbawiciel. Pierwsze litery tego zdania tworzą słowo ΙΧΘΥΣ – ICHTHYS, po grecku „ryba”.
Zapewne prześladowania chrześcijan były powodem rozpowszechniania się w tekstach kościelnych kontrakcji. Skracano już nie tylko imiona święte, lecz także inne słowa: eps – episcopus, pbr – presbiter, eccla – ecclesia, apls – apostolus, dns – dominus, scs – sanctus.
Obok nomina sacra w piśmie łacińskim funkcjonowały jeszcze inne abrewiacje tworzone przez kontrakcje. Ponieważ używano ich głównie w tekstach prawniczych, zwane są notae iuris.
Wiele skrótów w piśmie łacińskim wywodzi się również z not tyrońskich.
Tradycję skrótów zachowano także w tekstach cerkiewnosłowiańskich wykorzystywanych w Kościele prawosławnym.